# Цихровська-Воля
Цихровська-Воля (пол. Cychrowska Wola) — село в Польщі, у гміні Ґрабув-над-Пилицею Козеницького повіту Мазовецького воєводства.
Населення — 164 особи (2011).
У 1975-1998 роках село належало до Радомського воєводства.

## Демографія
Демографічна структура станом на 31 березня 2011 року:
|          | Загалом | Допрацездатний вік | Працездатний вік | Постпрацездатний вік |
| -------- | ------- | ------------------ | ---------------- | -------------------- |
| Чоловіки | 91      | 23                 | 57               | 11                   |
| Жінки    | 73      | 16                 | 37               | 20                   |
| Разом    | 164     | 39                 | 94               | 31                   |